# Verónica Bódalo Climent
Verónica Bódalo Climent (Alacant, 12 de juny de 1976) és una exgimnasta rítmica valenciana que va ser campiona d'Europa en 1991 amb el conjunt júnior nacional.
El 1990, de nou integrant el Club ECA, va aconseguir el 10é lloc en el concurs general de la categoria júnior i la medalla de plata en la final de maces en el Campionat d'Espanya Individual a Palència. Aquesta mateixa temporada, com a part del conjunt del Club ECA, va ser medalla de plata en categoria júnior en el Campionat d'Espanya de Conjunts, celebrat a Saragossa. Aquest any va ser escollida per entrar a formar part del conjunt júnior de la selecció nacional de gimnàstica rítmica d'Espanya.
Es va retirar de la gimnàstica rítmica en 1992. Posteriorment s'ha dedicat a entrenar a xiquetes, començant en el Club ECA i des de 1999 portant l'Escola Municipal de Gimnàstica Rítmica d'Altea.